# Morrow megye (Ohio)
Morrow megye az Amerikai Egyesült Államokban, azon belül Ohio államban található. Megyeszékhelye és legnagyobb városa Mount Gilead. Lakosainak száma 34 950 fő (2020. április 1.). Morrow megye Crawford, Delaware, Marion, Richland és Knox megyékkel határos.

## Népesség
A megye népességének változása:
| Lakosok száma | 34 826 | 34 907 | 34 988 | 35 033 | 35 074 | 34 950 |
|               | 2010   | 2011   | 2012   | 2013   | 2015   | 2020   |